# Tamana Zaryab Paryani
Tamana Zaryab Paryani (Afganistan, 1997) és una periodista i youtuber que lluita pels drets de les dones afganeses. Va ser nomenada una de les 100 dones inspiradores de l'any 2022 per la BBC per les seves protestes contra el règim talibà. Forma part d'un grup de dones activistes dels drets humans de l'Afganistan anomenat Seekers of Justice. Van organitzar la manifestació del 16 de gener de 2022 a Kabul, que va resultar ser l'última de les protestes a l'Afganistan després de la represa del poder dels talibans.

## Biografia
Tamana Zaryab Paryani va néixer l'any 1997 i té quatre germanes i uns quants germans. La petita de les seves germanes tenia 13 anys quan els talibans les van fer presoneres.
Durant el període en què les tropes nord-americanes controlaven el territori afganès, es va especialitzar en periodisme i es va presentar com a candidata a l'Assemblea Nacional de l'Afganistan. A més, va guanyar dues medalles d'or de culturisme per al seu país.
Després de la presa política dels talibans, es va convertir en activista pels drets de les dones i contra el nou règim dictatorial, formant part d'un grup de dones activistes anomenat Seekers of Justice. Van organitzar la manifestació del 16 de gener de 2022 a Kabul, que va resultar ser l'última de les protestes a l'Afganistan després de la represa del poder dels talibans.
El 2018 va fundar l'Organització Cultural Social Tamana. I el 2021, va fundar el Moviment de dones alliberants.
Pel seu activisme i coratge, que la van convertir en un símbol internacional de la lluita de les dones a l'Afganistan, va ser honrada per la BBC com una de les 100 dones inspiradores del 2022.